# Can Verdera (Palol de Revardit)
Can Verdera és una masia de Palol de Revardit (Pla de l'Estany) declarada Bé Cultural d'Interès Nacional.

## Descripció
Antiga masia, actualment desapareguda de la qual només resten algunes parts: la pallissa, restes de l mur perimetral de l'era del davant i un pou. Documentació fotogràfica testimonia tenia diferents cossos que articulaven entorn a l'era, i estaven ubicats al costat nord de la pallissa.

## Història
Segons la informació apareguda a la Revista Municipal, núm. 17 de l'hivern de 2004, editada per l'Ajuntament de Sant Julià de Ramis, en època de la dictadura de Franco, durant els fets de la Mota de l'any 1960 en què es va tenir lloc la batuda del maqui Quico Sabarté a mans d'en Quintela, a can Verdera s'havia instal·lat un centre de comandament i d'infermeria.